# تنظیم‌کننده اصلی
تنظیم‌کننده اصلی (انگلیسی: Master regulator) در علم ژنتیک، ژنی است که در سلسله مراتب ساماندهی بیان ژن، در بالاترین جایگاه قرار دارد؛ به‌ویژه در مسیرهایی که مربوط به تمایز سلولی و تعیین سرنوشت آن است.
بیشتر ژن‌های مسئولِ تولید فاکتورهای رونویسی، تنظیم‌کننده‌های اصلی محسوب می‌شوند که به‌نوبهٔ خود، بیان ژنهای پائین‌دست خود را تغییر می‌دهند. نمونه‌ای از اینگونه ژن‌ها، Oct-4، SOX2 و NANOG هستند که در برقرارماندنِ همه‌توانیِ سلول‌های بنیادی نقش دارند.
تنظیم‌کننده‌های اصلی که در تکامل و ریخت‌زایی نقش دارند، ممکن است در نقشِ آنکوژن و در رابطه با سرطان‌زایی و متاستاز به‌واسطهٔ «فاکتور رونویسی توئیست» ظاهر شوند.
سایر ژن‌هایی که نقشِ تنظیم‌کننده اصلی را ایفا می‌کنند، آنهایی هستند که یا پروتئین‌های SR را کُد می‌کنند که فاکتورهای پیرایش هستند یا برخی از انواع آران‌ای بی‌رمز را کُد می‌کنند.
انتقادهایی از این تصور کلی از تنظیم‌کننده‌های اصلی وجود دارد؛ از جمله آنکه اینگونه برداشت مفهومی، نوعی «الگوی ساده‌انگارانه» است که سایر فاکتورهای گوناگون در سرنوشت سلولی را به‌حساب نمی‌آورد.